# Tuberculosis intestinal
La  tuberculosis intestinal  es la infección por mycobacterium tuberculosis o mycobacterium bovis de cualquier porción del intestino, la región más afectada es la ileocecal, al final del intestino delgado. Puede producirse por diseminación de una infección tuberculosa de otra localización, por ejemplo por deglución del esputo de una tuberculosis pulmonar, o por la ingestión de alimentos contaminados, principalmente leche de vaca infectada por mycobacterium bovis, también por diseminación a través de la sangre o desde un órgano adyacente afectado, por ejemplo el riñón.  Una vez el germen coloniza la pared del intestino, provoca una reacción inflamatoria y la formación de granulomas que conducen a una necrosis caseosa y aparición de úlceras intestinales que se complican por un proceso de cicatrización espontánea y fibrosis. La enfermedad puede pasar desapercibida durante un periodo prolongado por producir inicialmente síntomas inespecíficos, más adelante aparece dolor abdominal, pérdida de peso, falta de apetito, sudoración, fiebre aparentemente inexplicable, diarrea o estreñimiento y en ocasiones presencia de sangre en las heces. Cuando el proceso morboso progresa, tienen lugar las complicaciones, principalmente obstrucción intestinal, aparición de fístulas y diseminación del proceso al peritoneo originando una peritonitis tuberculosa. El diagnóstico puede sospecharse por los síntomas, los antecedentes del paciente y las pruebas de imagen, entre ellas tomografía axial computarizada y resonancia magnética nuclear, la confirmación precisa realizar una colonoscopia y toma de biopsia para estudio microbiológico mediante tinción de Ziehl-Neelsen y cultivo en el que se observa el crecimiento de micobacterias.  La tuberculosis intestinal es una de las variantes de tuberculosis extrapulmonar, antaño relativamente frecuente ocurre en raras ocasiones en la actualidad, si bien es preciso tener en cuenta que determinados individuos están especialmente predispuestos a presentarla, sobre todo los enfermos infectados por el virus de la inmunodeficiencia humana,  inmunodeprimidos, diabéticos y pacientes que son sometidos periódicamente a diálisis peritoneal. El tratamiento se realiza mediante la administración de fármacos antituberculosos por vía oral durante varios meses, cuando existen complicaciones como obstrucción intestinal es preciso recurrir a la cirugía.